# Philodendron coloradense
Philodendron coloradense är en kallaväxtart som beskrevs av Thomas Bernard Croat. Philodendron coloradense ingår i släktet Philodendron och familjen kallaväxter. Inga underarter finns listade.